# Лепёшка
Лепёшка — печёное изделие из теста, преимущественно круглое и плоское. Традиционный хлеб народов Средней Азии, в основном узбеков, таджиков, туркмен, каракалпаков, киргизов, казахов, и народов Афганистана. Также другие виды лепёшек встречаются во многих кухнях мира — от средиземноморской до латиноамериканской. Также разные виды лепёшек с начинкой встречаются у народов Кавказа.
В тесто можно добавлять разнообразные компоненты: специи, приправы, шкварки, сыр, ягоды и фрукты.

## Классификация
Лепёшки классифицируются
- По типу теста, которое в них используется:
  - ржаная лепёшка;
  - сдобная лепёшка;
  - пресная лепёшка.
- По способу приготовления:
  - тандырная лепёшка (тандыр-нан) — лепёшка, выпеченная в тандыре.
- По принадлежности к обряду или народу.

## Лепёшки в кухнях мира
- Баннок — жареный хлеб в индейской кухне.
- Ботанец в русской кухне — твёрдая лепёшка из муки разных видов, тесто для которой сбивалось деревянной мутовкой, а не рассучивалось скалкой.
- Галеты — французская кухня.
- Жбень — толстая ржаная лепёшка на пахте и простокваше в русской кухне.
- Касабе — изготавливаются из корня юкки в индейской кухне.
- Лаваш — тонкие лепёшки из пшеничной муки преимущественно у народов Кавказа, Ближнего Востока и Средней Азии.
- Матнакаш — армянская кухня.
- Маца — единственный вид хлеба, разрешённый к употреблению в течение еврейского праздника Песах.
- Мчади — грузинская кухня.
- Кулча — таджикская кухня.
- Гирдача — таджикская кухня.
- Фатир — таджикская кухня.
- Нон — таджикская кухня.
- Наан — индийская кухня.
- Нокаке — кукурузные лепёшки в индейской кухне.
- Пане каразау — кухня Сардинии.
- Пита — средиземноморская кухня.
- Пите — крымскотатарская кухня.
- Пицца — итальянская кухня.
- Пряженик — вид жареных лепёшек из дрожжевого теста в русской кухне.
- Пупуса — толстая кукурузная лепёшка в индейской кухне.
- Рейкялейпя — из ржаной муки в финской кухне.
- Сискал — вайнахская кухня, кукурузные толстые лепёшки.
- Тандыр-нан (тандырный хлеб) — среднеазиатские разновидности:
  - Токоч — в киргизской кухне и Тогач — у уйгуров.
  - Табана-нан в казахской кухне, особая лепёшка выпеченная в сковороде.
  - Патыр — узбекская кухня.
- Тортилья — хлеб из кукурузной муки у народов Латинской Америки.
- Фокачча — итальянская кухня.
- Фогаса — каталонская кухня.
- Хачапури — грузинская кухня.
- Чапати — индийская кухня.
- Чапильг — ингушская кухня.
- Чепалгаш — чеченская кухня.
- Хынглыш, Хингалш — ингушские и чеченские лепёшки с начинкой из варёной тыквы.
- Хычин — карачаево-балкарская кухня.
- Чуду — лепёшки с начинкой у кухонь народов Дагестана.
- Чуре́к — общее название хлеба на Северном Кавказе (в основном Кабардино-Балкарии и Карачаево-Черкесии), в Азербайджане, а также в Хорезме.
- Шельпек — традиционная казахская и уйгурская жареная лепёшка.
- Шотландские свадебные лепёшки.

## В Юникоде
Символы лепёшки в Юникоде — U+1FAD3  flatbread (лепёшка) и  U+1F959  stuffed flatbread (лепёшка с начинкой). Лингвистка и востоковед Чжиын Кьер отмечает, что эти эмодзи, общие для лепёшек в различных культурах за пределами Японии и англоязычного Запада, контрастируют с теми эмодзи, которые более конкретно отражают японскую и американскую кухню.